# Paul Ernst Jablonski
Paul Ernst Jablonski (ur. 28 grudnia 1693 w Berlinie, zm. 13 września 1757 tamże) – niemiecki orientalista, teolog protestancki i pastor reformowany, autor prac z zakresu koptologii, egiptologii, historii Kościoła.

## Życiorys
Był synem teologa i seniora Jednoty Braci czeskich Daniela Ernesta Jabłońskiego i jego żony Barbary Fergushill (1671-1723) oraz prawnukiem Jana Amosa Komenskiego. Kształcił się w Joachimstalsches Gymnasium, a następnie studiował we Frankfurcie nad Odrą i Berlinie. Przez dalsze lata dokształcał się w Anglii, Holandii i Francji.
Od 1721 wykładał filologię i teologię na uniwersytecie we Frankfurcie nad Odrą, gdzie był profesorem. Od 1721 do 1741 pełnił też w tym mieście funkcję kaznodziei reformowanego, z której zrezygnował by móc się zająć pracą naukową.
Jako autor prac z zakresu pisma koptyjskiego dokonywał nieudanych prób jego odczytania. Był ostrym krytykiem ustaleń Athanasiusa Kirchera w tym zakresie. Przygotował pierwsze kompendium wyrazów staroegipskich wymienianych w pismach klasycznych i później.

## Wybrane dzieła
- Remphah, Aegyptiorum deus, ab Israelitis in deserto cultus, nunc ex lingua et antuiquititate Aegyptiaca erutus et ilustratus (1731)[1][3]
- Epistula de Anubido Aegyptiorum (1738)[1]
- De Memnone Graecorum Et Aegyptiorum, Huiusque Celeberrima in Thebaide Statua (1753)[1]